# Pteroporus
Pteroporus is een geslacht van kevers uit de familie  waterroofkevers (Dytiscidae).
Het geslacht is voor het eerst wetenschappelijk beschreven in 1933 door Guignot.

## Soorten
Het geslacht omvat de volgende soort:
- Pteroporus antiquus (Heer, 1862)